# Bellevue (Washington)
Bellevue és una població dels Estats Units a l'estat de Washington. Segons el cens del 2009 tenia 126.626 habitants.

## Demografia
Segons el cens del 2000, Bellevue tenia 112.344 habitants, 45.836 habitatges, i 29.060 famílies. La densitat de població era de 1.411,4 habitants per km².
Dels 45.836 habitatges en un 27,5% hi vivien nens de menys de 18 anys, en un 53% hi vivien parelles casades, en un 7,5% dones solteres, i en un 36,6% no eren unitats familiars. En el 28,4% dels habitatges hi vivien persones soles el 7,9% de les quals corresponia a persones de 65 anys o més que vivien soles. El nombre mitjà de persones vivint en cada habitatge era de 2,37 i el nombre mitjà de persones que vivien en cada família era de 2,93.
Per edats la població es repartia de la següent manera: un 21,1% tenia menys de 18 anys, un 7,8% entre 18 i 24, un 32,6% entre 25 i 44, un 25% de 45 a 60 i un 13,4% 65 anys o més.
L'edat mediana era de 38 anys. Per cada 100 dones de 18 o més anys hi havia 96,6 homes.
La renda mediana per habitatge era de 62.338 $ i la renda mediana per família de 76.868 $. Els homes tenien una renda mediana de 56.456 $ mentre que les dones 37.124 $. La renda per capita de la població era de 36.905 $. Aproximadament el 3,8% de les famílies i el 5,7% de la població estaven per davall del llindar de pobresa.

## Fills il·lustres
- Megan Hilty actriu, cantant de teatre, cinema i TV.

## Poblacions properes
El següent diagrama mostra les poblacions més properes.